# Pyramide DICS

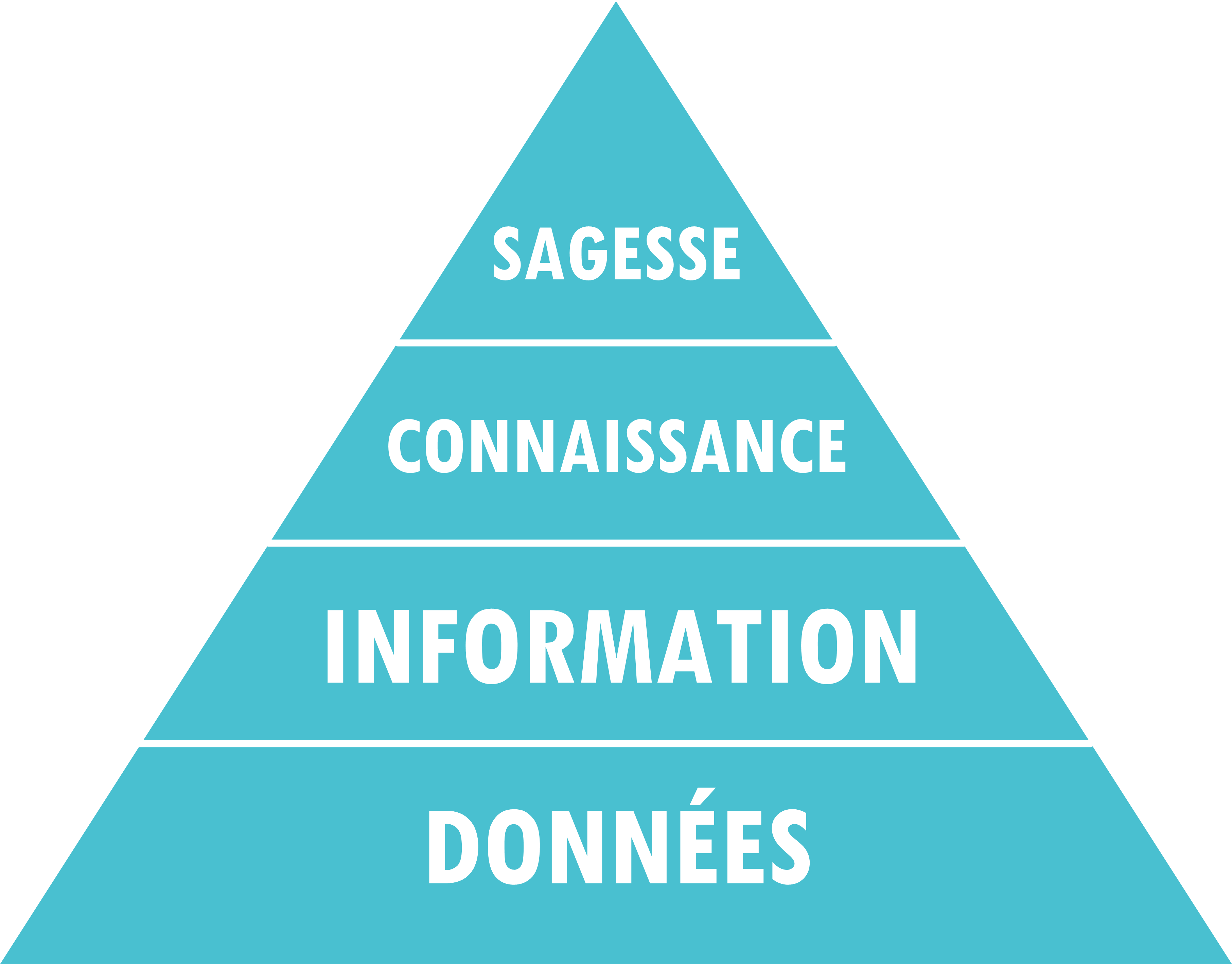
Pyramide DICS.

La pyramide DICS, (pour données, information, connaissances et sagesse,, de l'anglais DIKW pour data, information, knowledge et wisdom), également connue sous le nom de hiérarchie DICS, hiérarchie de la sagesse, hiérarchie des connaissances, hiérarchie de l'information, pyramide de l'information et pyramide des données, se réfère à une classe de modèles représentant une liaison hiérarchique, sous forme pyramidale, entre les données, l'information, la connaissance et la sagesse. « En règle générale, l'information est définie en termes de données, la connaissance en termes d'informations et la sagesse en termes de connaissances,. »
Toutes les versions du modèle DICS ne font pas référence aux quatre composantes. Ainsi, par exemple, des versions antérieures n'incluent pas les données, alors que des versions ultérieures omettent ou minimisent la sagesse. D'autres versions incluent des composants supplémentaires. Enfin, bien que la plupart des modèles DICS présentent les concepts sous la forme d'une pyramide hiérarchique, d'autres prennent plutôt la forme d'une chaîne,, d'un cadre, d'une série de graphiques ou d'un continuum.

## Histoire
Danny P. Wallace, professeur de bibliothéconomie et de sciences de l'information, affirme que l'origine de la pyramide DIKW est incertaine 

« La présentation des relations entre les données, les informations, les connaissances et parfois la sagesse dans un arrangement hiérarchique fait partie du langage des sciences de l'information depuis de nombreuses années. Bien que l'on ne sache pas quand et par qui ces relations ont été présentées pour la première fois, l'omniprésence de la notion de hiérarchie est ancrée dans l'utilisation de l'acronyme DIKW comme représentation abrégée de la transformation des données à l'information, à la connaissance, à la sagesse »

— Danny P. Wallace, Knowledge Management
De nombreux auteurs pensent que l'idée de la relation DICS trouve son origine dans deux vers du poème Chorus de T. S. Eliot, qui apparaît en 1934 dans la pièce de théâtre The Rock, :
Where is the wisdom we have lost in knowledge? 

Where is the knowledge we have lost in information?

### Données, informations et connaissances
En 1955, l'économiste et éducateur anglo-américain Kenneth Boulding présente une variante de la hiérarchie consistant en « signaux, messages, informations et connaissances »,. Cependant, « le premier auteur à faire la distinction entre les données, les informations et les connaissances et à employer également le terme "gestion des connaissances" peut avoir été l'éducateur américain Nicholas L. Henry, » dans un article de journal de 1974.

### Données, informations, connaissances, sagesse
Avant 1982, on trouve des versions préliminaires de la hiérarchie, telles celles du géographe sino-américain Yi-Fu Tuan, et du sociologue-historien Daniel Bell,. En 1980, l'ingénieur d'origine irlandaise Mike Cooley évoque la même hiérarchie dans son livre Architect or Bee?: The Human / Technology Relationship, qui critique l'automatisation et l'informatisation,.
Par la suite, en 1987, l'éducateur Milan Zeleny cartographie les éléments de la hiérarchie sous forme de connaissances : savoir-rien, savoir-quoi, savoir-faire et savoir-pourquoi. Zeleny « a souvent été crédité d'avoir proposé la [représentation de DIKW sous forme de pyramide]... bien qu'en réalité il n'a fait aucune référence à un tel modèle graphique,. »
La hiérarchie apparaît à nouveau l'année suivante dans un discours du théoricien américain de l'organisation Russell Ackoff à l'International Society for General Systems Research. La version d'Ackoff du modèle comprend un niveau de compréhension (comme Adler l'avait fait avant lui,,), interposé entre la connaissance et la sagesse. Des auteurs et des manuels ultérieurs citent Ackoff comme « l'articulation originale » de la hiérarchie ou, du moins, de sa proposition. Il a également été crédité de sa représentation sous forme de pyramide, bien qu'Ackoff n'ait pas présenté graphiquement celle-ci,.
La même année où Ackoff fait son discours, le scientifique de l'information Anthony Debons et ses collègues introduisent une hiérarchie étendue, avec des niveaux « événements », « symboles » et « règles et formulations » avant les données,.
En 1989, le vétéran des Laboratoires Bell Robert W. Lucky écrit à propos de la « hiérarchie de l'information » à quatre niveaux sous la forme d'une pyramide dans son livre Silicon Dreams.
En 1994, Nathan Shedroff présente la hiérarchie DICS dans un contexte de conception d'information. Cette représentation apparaît plus tard sous la forme d'un chapitre de livre.
En 2007, Jennifer Rowley note qu'il y a « peu de référence à la sagesse » dans la présentation des modèles DICS faite par les manuels universitaires récemment publiés. Elle n'inclut plus la sagesse dans ses propres définitions à la suite de cette recherche. On note la même chose dans une analyse approfondie publiée par Chaim Zins la même année, bien que certaines des citations incluses par Zins mentionnent le terme,,.

## Description
Bien que le modèle DICS « [...] est souvent cité, ou utilisé implicitement, dans les définitions des données, des informations et des connaissances dans la gestion de l'information, les systèmes d'information et les littératures de gestion des connaissances, la hiérarchie elle-même a été peu discutée, ». Des revues de manuels et une enquête auprès d'universitaires dans des domaines pertinents indiquent qu'il n'y a pas de consensus quant aux définitions utilisées dans le modèle, et encore moins « dans la description des processus qui transforment les éléments inférieurs dans la hiérarchie en ceux qui sont au-dessus d'eux,,. »
Cela a conduit Chaim Zins à suggérer que les composantes données-informations-connaissances de DICS se réfèrent à une classe de pas moins de cinq modèles, en fonction du fait que les données, les informations et les connaissances sont chacune conçues comme subjectives, objectives (ce que Zins appelle "universelles" ou "collectives") ou les deux. Dans l'usage de Zins, subjectif et objectif « ne sont pas liés à l'arbitraire et à la véracité, qui sont généralement attachés aux concepts de connaissance subjective et de connaissance objective. » La science de l'information, soutient Zins, étudie les données et l'information, mais pas la connaissance, car la connaissance est un phénomène interne (subjectif) plutôt qu'externe (universel-collectif).

## Données
Dans le contexte de DICS, les données sont conçues comme des symboles ou des signes, représentant des stimuli ou des signaux,. Zeleny qualifie cette caractéristique non utilisable des données de « ne rien savoir »,.
Dans certains cas, les données sont comprises comme faisant référence non seulement à des symboles, mais également à des signaux ou à des stimuli auxquels ces symboles font référence - ce que Zins appelle « des données subjectives. »

## Information
Dans le cadre de la pyramide DICS, l'information répond à la définition de la connaissance par description et se différencie des données en ce qu'elle est « utile ». « L'information est déduite des données » en répondant à des questions interrogatives telles « qui », « quoi », « où », « combien », « quand », et ainsi, rendre les données utiles pour « des décisions et/ou des actions. »

## Connaissances
La composante connaissance de DICS est généralement reconnue comme un concept insaisissable et difficile à définir. Ainsi, par exemple, la définition DICS de la connaissance diffère de celle utilisée par l'épistémologie. Le point de vue DICS est que « la connaissance est définie en référence à l'information ». Les définitions peuvent faire référence à des informations ayant été traitées, organisées ou structurées d'une manière ou d'une autre, ou bien comme étant appliquées ou mises en action.
Zins suggère que la connaissance, étant subjective plutôt qu'universelle, ne fait pas l'objet d'études en sciences de l'information, et qu'elle est souvent définie en termes propositionnels. Zeleny affirme que capturer la connaissance sous forme symbolique, c'est la rendre en information, c'est-à -dire que « Toute connaissance est tacite. »

## Sagesse
Bien que généralement incluse comme niveau dans les modèles, « il y a une référence limitée à la sagesse » dans les discussions sur le modèle. Boiko semble rejeter la sagesse, la qualifiant d'« immatérielle,. »
Ackoff se réfère à la compréhension comme une « appréciation du "pourquoi" », et à la sagesse comme une « compréhension évaluée », où la compréhension est posée comme une couche discrète entre la connaissance et la sagesse,,. Adler avait auparavant également inclus un niveau de compréhension,,, tandis que d'autres auteurs ont décrit la compréhension comme une dimension par rapport à laquelle DICS est tracé,.
Cleveland a décrit la sagesse simplement comme « une connaissance intégrée - une information rendue super utile,. » D'autres auteurs ont caractérisé la sagesse comme "la connaissance des bonnes choses à faire" et « la capacité de porter des jugements et des décisions éclairés apparemment sans réfléchir,. » La sagesse consiste à utiliser les connaissances pour le plus grand bien. Pour cette raison, la sagesse est plus profonde et plus uniquement humaine. Cela nécessite un sens du bien et du mal, de l'éthique et de l'immoralité.
Zeleny a décrit la sagesse comme « savoir-pourquoi » mais a ensuite affiné ses définitions, afin de différencier « pourquoi faire » (sagesse) de « pourquoi est » (information), et d'élargir sa définition pour inclure une forme de savoir- quoi ("que faire, agir ou réaliser"). Selon Nikhil Sharma, Zeleny a plaidé pour un niveau au modèle au-delà de la sagesse, appelé « l'illumination. »

## Représentations

### Représentations graphiques

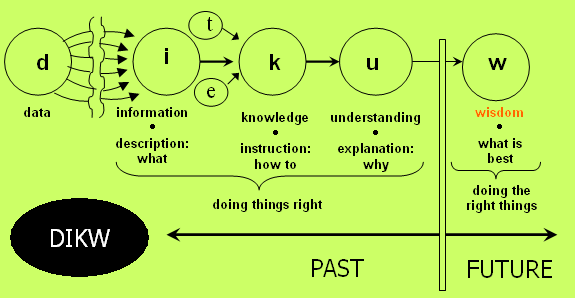
Un organigramme de la hiérarchie DICS.

DICS est un modèle hiérarchique souvent décrit comme une pyramide, avec des données à sa base et la sagesse à son sommet. À cet égard, il est similaire à la hiérarchie des besoins de Maslow, en ce que chaque niveau de la hiérarchie est considéré comme un précurseur essentiel des niveaux supérieurs. Contrairement à la hiérarchie de Maslow, qui décrit les relations de priorité (les niveaux inférieurs sont concentrés en premier), DIKW décrit les prétendues relations structurelles ou fonctionnelles (les niveaux inférieurs comprennent le matériel des niveaux supérieurs). Zeleny et Ackoff ont été crédités d'être à l'origine de la représentation pyramidale, bien qu'aucun des deux n'ait utilisé une pyramide pour présenter ses idées,,.
DIKW a également été représenté sous la forme d'un diagramme bidimensionnel,, ou sous la forme d'un ou plusieurs organigrammes. Dans de tels cas, les relations entre les éléments peuvent être présentées comme moins hiérarchiques, avec des boucles de rétroaction et des relations de contrôle.
Debons et ses collègues ont peut-être été les premiers à "présenter graphiquement la hiérarchie".
Au fil des ans, de nombreuses adaptations de la pyramide DICS ont été produites. Une adaptation évolutive, utilisée par les gestionnaires de connaissances du département de la Défense des États-Unis, tente de montrer la progression transformant les données en informations puis en connaissances et enfin en sagesse pour permettre des décisions efficaces, ainsi que les activités impliquées pour finalement créer une compréhension partagée dans toute l'organisation. et la gestion du risque décisionnel.

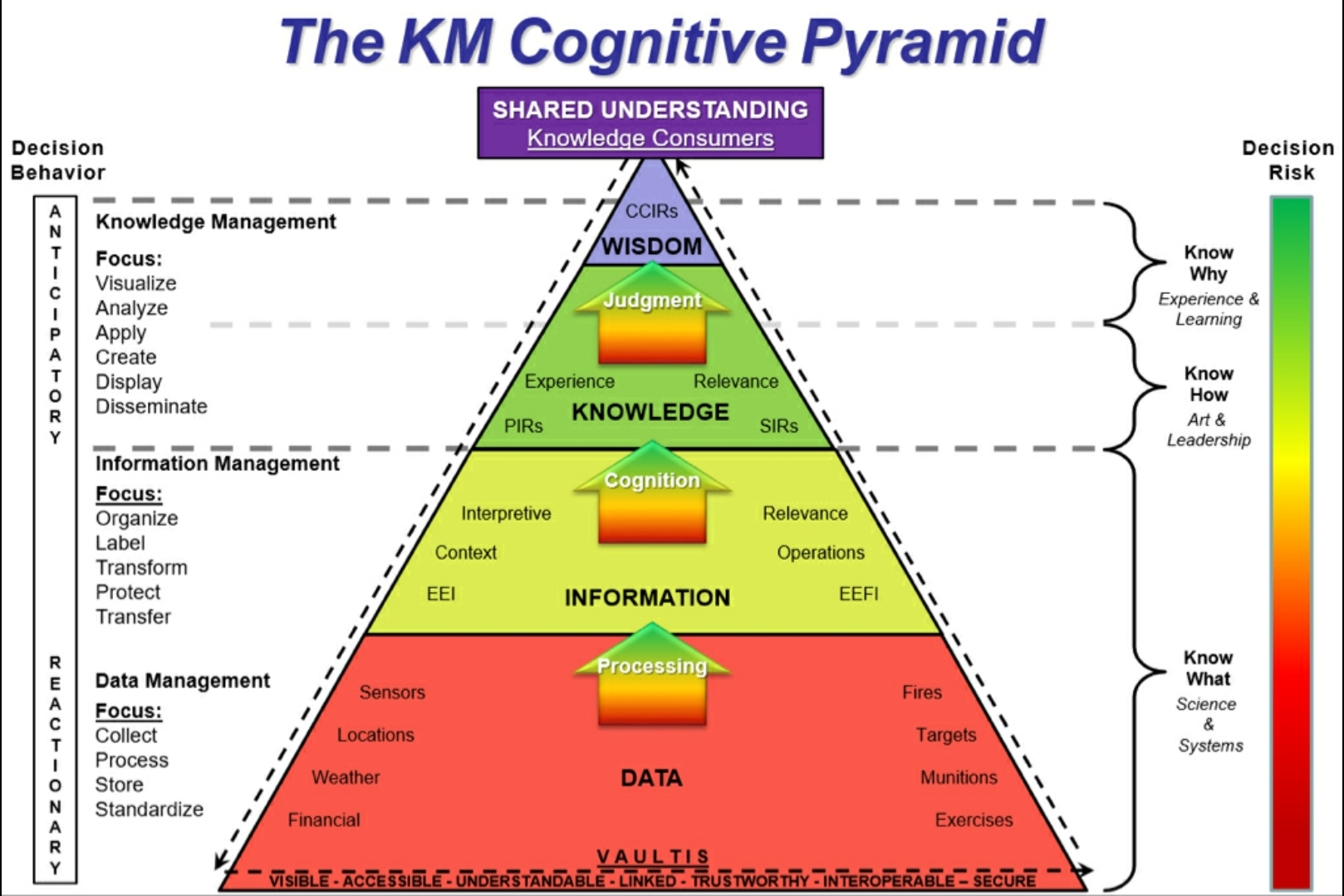
Adaptation évolutive du DoD DIKW

### Représentation computationnelle
Les systèmes intelligents d'aide à la décision tentent d'améliorer la prise de décision en introduisant de nouvelles technologies et méthodes issues du domaine de la modélisation et de la simulation en général, et en particulier du domaine des agents logiciels intelligents dans les contextes de modélisation à base d'agents.

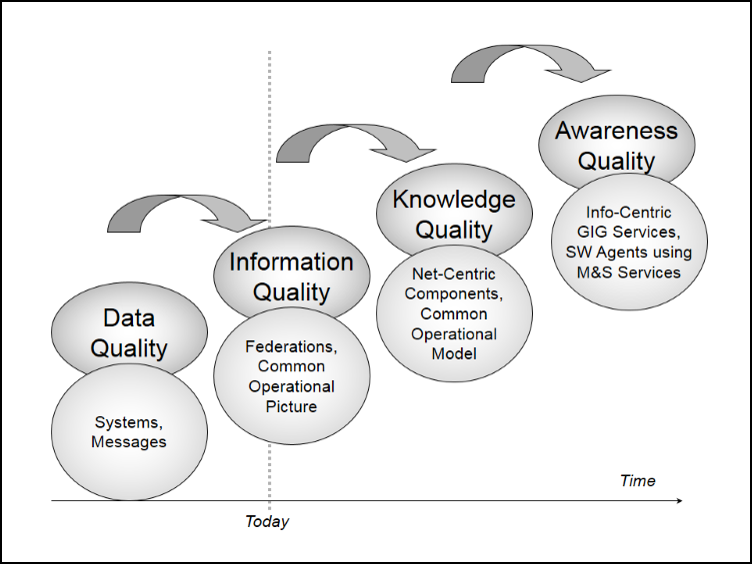
Utilisation de la simulation distribuée avancée pour prendre en charge la représentation de l'information, des connaissances et de la sagesse.

## Critiques
Rafael Capurro, philosophe basé en Allemagne, soutient que les données sont une abstraction, que l'information fait référence à « l'acte de communiquer du sens » et que la connaissance « est l'événement de sélection du sens d'un système (psychique/social) à partir de son "monde" sur la base de la communication ». À ce titre, toute impression d'une hiérarchie logique entre ces concepts « est un conte de fées. »
Une objection proposée par Zins est que, bien que la connaissance puisse être un phénomène exclusivement cognitif, la difficulté à désigner un fait donné comme étant distinctement une information ou une connaissance, mais pas les deux, rend le modèle DICS inapplicable.

« Est-ce que la célèbre équation "E = mc2" d'Albert Einstein (qui est imprimée sur mon écran d'ordinateur, et qui est définitivement séparée de tout esprit humain) est une information ou une connaissance ? Est-ce que "2 + 2 = 4" est une information ou une connaissance ? »

— Zins

« Alternativement, information et connaissance peuvent être considérées comme des synonymes. »

— Roberto Poli
Les philosophes américains John Dewey et Arthur Bentley, dans leur livre de 1949 Knowing and the Known, ont soutenu que la « connaissance » était « un mot vague » et ont présenté une alternative complexe à DICS comprenant quelque dix-neuf « guides terminologiques »,.
La théorie du traitement de l'information soutient que le monde physique est constitué d'informations elles-mêmes[réf. nécessaire]. Selon cette définition, les données sont constituées ou synonymes d'informations physiques. Il n'est pas clair, cependant, si les informations telles qu'elles sont conçues dans le modèle DICS seraient considérées comme dérivées des informations/données physiques ou synonymes d'informations physiques. Dans le premier cas, le modèle DICS est ouvert au sophisme de l'équivoque. Dans ce dernier, le niveau de données du modèle DICS est préempté par une affirmation de monisme neutre.
L'éducateur Martin Frické a publié un article critiquant la hiérarchie DICS, dans lequel il soutient que le modèle est basé sur "des positions philosophiques datées et insatisfaisantes d'opérationnalisme et d'inductivisme", que l'information et la connaissance sont toutes deux des connaissances faibles, et que la sagesse est la "possession et l'utilisation de vastes connaissances pratiques.
David Weinberger soutient que bien que la pyramide DICS semble être une progression logique et directe, cela est incorrect. "Ce qui ressemble à une progression logique est en fait un appel désespéré à l'aide." Il souligne qu'il existe une discontinuité entre les données et l'information (qui sont stockées dans les ordinateurs) et la connaissance et la sagesse (qui sont des efforts humains). Cela suggère que la pyramide DICS est trop simpliste pour représenter la manière dont ces concepts interagissent. La connaissance n'est pas déterminée par l'information, car c'est le processus de connaissance qui décide d'abord quelle information est pertinente et comment elle doit être utilisée.

### Citations originales
1. ↑  (en) « Typically information is defined in terms of data, knowledge in terms of information, and wisdom in terms of knowledge »
2. ↑  (en) « The presentation of the relationships among data, information, knowledge, and sometimes wisdom in a hierarchical arrangement has been part of the language of information science for many years. Although it is uncertain when and by whom those relationships were first presented, the ubiquity of the notion of a hierarchy is embedded in the use of the acronym DIKW as a shorthand representation for the data-to-information-to-knowledge-to-wisdom transformation. »
3. ↑  (en) « [t]he first author to distinguish among data, information, and knowledge and to also employ the term 'knowledge management' may have been American educator Nicholas L. Henry »
4. ↑  (en) « has frequently been credited with proposing the [representation of DIKW as a pyramid]...although he actually made no reference to any such graphical model. »
5. ↑  (en) « little reference to wisdom »
6. ↑  (en) « is often quoted, or used implicitly, in definitions of data, information and knowledge in the information management, information systems and knowledge management literatures, but there has been limited direct discussion of the hierarchy »
7. ↑  (en) « in the description of the processes that transform elements lower in the hierarchy into those above them »
8. ↑  (en) « are not related to arbitrariness and truthfulness, which are usually attached to the concepts of subjective knowledge and objective knowledge »